# Замок Гримальди (Антиб)
Замок Гримальди (фр. Château Grimaldi) — сооружение, которое было построено в XII веке на территории города Антиба. В начале XX века замку нужна была реставрация — его приобрел городской муниципалитет Антиба. В этом замке был создан первый музей, посвященный Пикассо.

## История
До того, как в XII веке на этой территории был построен замок Гримальди, здесь находились римские укрепления. Затем, во времена средневековья расположилась епископская резиденция. Начиная с 1385 по 1608 год, территория принадлежала семье Гримальди, которая расширила размеры замки до того состояния, которое мы наблюдаем сейчас.
В XVI веке замок Гримальди был перестроен. Замок Гримальди представляет собой укрепленный замок, с башней в романском стиле. Здесь в разное время размещались казармы, госпиталь, крепость.
К XX веку дворец Гримальди находился уже в полуразрушенном состоянии и требовал значительной реставрации. В городе Был проведен аукцион, в ходе которого строение купил городской муниципалитет в 1925 году. В 1946 году власти разрешили использовать этот замок художнику Пикассо, которому требовалось большое помещение для создания работ. Художник работал в этом месте 6 месяцев и в знак признательности и благодарности городу Антибу, оставил 25 своих работ. Одна из самых известных — «Ночной лов рыбы в Антибе». Период, который художник провел за работой в замке, был отмечен очень большим творческим подъемом. Художнику тогда было 65 лет, за 6 месяцев работы он смог написать около 150 произведений. К периоду жизни в замке Гримальди в Антибе относится и создание одной из его работ «Радость жизни», которая считается одной из самых светлых работ художника.
Помимо готовых полотен, остались разные эскизы и рисунки. Было принято решение о создании Музея Пикассо (фр. Musee Picasso) в этом месте. Однако в замке Гримальди можно увидеть не только работы Пикассо, но и творения Пикаби, Модильяни, Леже. На террасе дворца расположены скульптуры, авторами которых являются Миро, Арман, Пажес.
График работы музея в июне-сентябре: с 10:00 до 18:00 ежедневно, в среду и пятницу до 20:00. С октября по май музей открыт ежедневно с 10:00 до 12:00 и с 14:00 до 18:00. 1 января, 1 мая, 1 ноября и 25 декабря музей закрыт.
Посетителям, не достигшим 18 лет, вход бесплатным. Взрослые могут приобрести билет в музей Пикассо за 4,6 евро.